# Dmytro Yavornytsky
Vous pouvez aider à l'améliorer ou bien discuter des problèmes sur sa page de discussion.
- Il ne cite pas suffisamment ses sources. Vous pouvez indiquer les passages à sourcer avec {{référence nécessaire}} ou {{Référence souhaitée}}, et inclure les références utiles en les liant aux notes de bas de page. (Marqué depuis avril 2024)
- Certaines informations devraient être mieux reliées aux sources mentionnées dans la bibliographie ou les liens externes. Améliorez sa vérifiabilité en les associant par des références. (Marqué depuis avril 2024)

- Archive Wikiwix
- Bing
- Cairn
- DuckDuckGo
- E. Universalis
- Gallica
- Google
- G. Books
- G. News
- G. Scholar
- Persée
- Qwant
- (zh) Baidu
- (ru) Yandex
- (wd) trouver des œuvres sur Wikidata

Dmytro Yavornytsky (en ukrainien : Дмитро́ Іва́нович Яворни́цький), né en 1855 et mort en 1940, est un archéologue, historien, lexicographe et folkloriste ukrainien.

## Biographie
Dmytro Yavornytsky est le fils de Ivan Yakimovich Evarnitsky (1827–1885) et fut membre de la société archéologique de Moscou, directeur du musée d'histoire de Yekaterinoslav. Il fit ses études à l'Université nationale de Kharkiv, celle de Kazan et à l'Université de Varsovie, études perturbées pour des raisons politiques. En 1897 il obtint un poste à l'Université de Moscou sur l'histoire zaporogue.

## Hommages

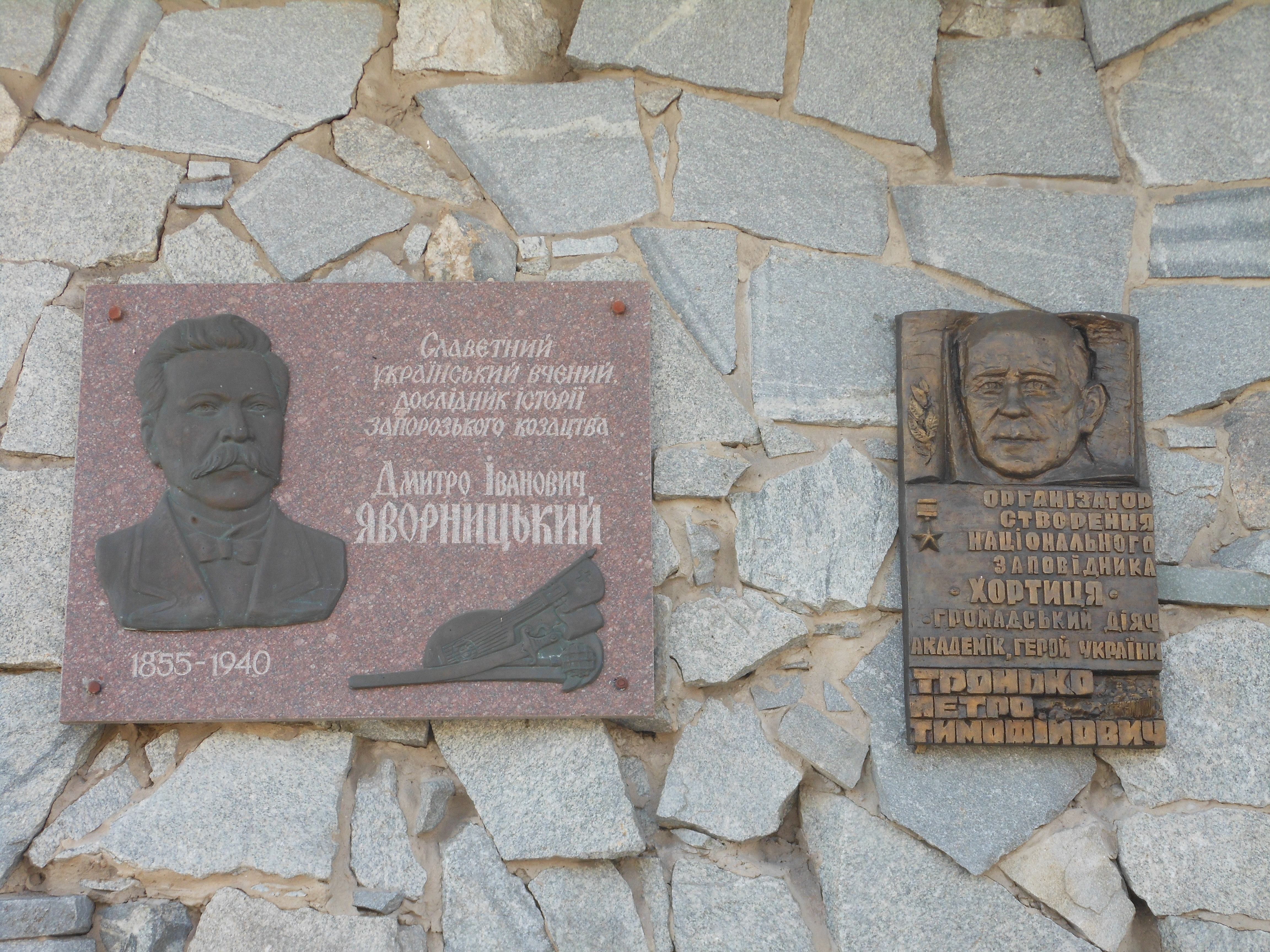
Plaque en sa mémoire, gauche et Petro Tronko au Musée des cosaques de Zaporijjia.
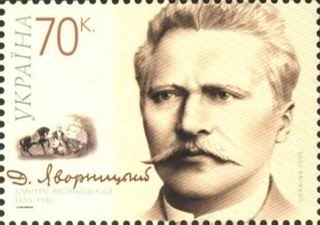
En 2005, un timbre à son effigie.
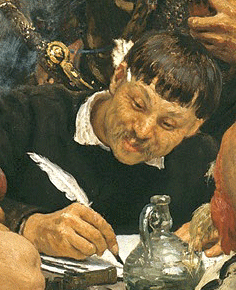
Le scribe sur le tableau de son ami Ilia Répine.

## Œuvre
En tant qu'archéologue et chercheur sur l'antiquité de Zaporijia, Yavornytskyi a écrit la recherche suivante :
" Grotte de Zaporogues au-dessus du Dniepr " (1885),
" Fouilles du kourgane de Mukhina Gora" (1885),
" Fouilles du kourgane dans le village de Voronoi " (1885).
Historique:
Dans ses études historiques, Yavornytskyi a accordé une attention particulière à l'histoire de la Sich Zaporogue , notamment :
" Histoire des Cosaques Zaporogues ", vol. 1 (aperçu général du territoire des Zaporogues, de leur organisation et de leur mode de vie, 1892, 2e éd. - vol. 1 1900), vol. 2  - histoire jusqu'en 1686 (1895), vol. 3  - histoire jusqu'en 1734 (1897) ;
" Essais sur l'histoire des Cosaques de Zaporijjia et de la région de Novorossiisk " (1889),
« La liberté des cosaques zaporogues » (1918) ;
" Ivan Dmitrievitch Syrko, le glorieux Ataman de kiche des Cosaques de Zaporizhzhya " (1894).
Comment a vécu la glorieuse armée des plaines zaporogues . — Katerynoslav : Imprimerie I. Visman et I. Mordkhilevych, 1918.
" La vie des cosaques zaporogues selon le récit d'un témoin oculaire contemporain " (1883),
" Croquis topographique de Zaporozhye " (1884),
" Le nombre et l'ordre des Sitch de Zaporijjia " (1884),
" L'île de Khortytsa sur le fleuve Dniepr " (1886)
« Documents d'archives pour l'histoire de Zaporozhye » (1886),
« Le dernier ataman P. I. Kalnyshevsky " (1887);
« Principaux moments de l'histoire des Cosaques de Zaporijjia » (dans « Russkaya Mysla », 1897),
" Hetman Piotr Konachevitch Sahaidatchny " (1913),
" Ataman de kiche Ossip Mikhaïlovitch Gladkyi " (1928),